# Marcus Perperna (consul en -130)
Pour les articles homonymes, voir Marcus Perperna.
Marcus Perperna fut un sénateur et consul romain de la fin du IIe siècle av. J.-C. qui joua un rôle important en Asie.
Valère Maxime dit que Marcus Perperna fut consul avant qu'il ait été un citoyen : en effet, le père de Perperna aurait été condamné par la lex Papia, après la mort de son fils, parce qu'il avait usurpé les droits d'un citoyen romain. Perperna était en effet un homme nouveau d'origine étrusque, qui devait sans doute son ascension à la famille des Claudii.
En 135 av. J.-C., Perperna est préteur. Il conduit alors la guerre contre les esclaves en Sicile, et en conséquence des victoires qu'il a obtenues sur eux il reçoit l'honneur d'une ovation lors de son retour à Rome.
En 130 av. J.-C., il est consul. Il est envoyé en Anatolie contre Aristonicos, qui avait défait un des consuls de l'année précédente. Perperna bat Aristonicos dès la première bataille. Puis il l'assiège dans la ville de Stratonicée du Caïque, la ville finit par se rendre faute de vivres. Aristonicos est capturé et envoyé à Rome où il est exécuté en 129 av. J.-C. sur ordre du sénat. Perperna n'a pas cependant vécu pour apprécier le triomphe, qu'il aurait assurément obtenu, il est mort à proximité de Pergame lors de son retour vers Rome. L'organisation de la province d'Asie revint alors au consul Manius Aquillius.